# 拔摩島的約翰
拔摩島的約翰（英語：John of Patmos），新約聖經中《啟示錄》的作者，根據《啟示錄》記載，他居住在希臘的拔摩島上。
傳統上，主流的基督教會都相信他就是十二使徒中的約翰，也就是寫作《約翰福音》的福音書作者約翰。在中古時期之後，多数学者認為撰寫《啟示錄》的約翰不是十二使徒中的約翰。

## 身份
依照主流教派的基督教會的觀點，拔摩島的約翰就是使徒約翰，也就是福音書作者約翰，這個看法最早出現在二世紀初期，由游斯丁提出，為後世基督教會所接受。根據特土良的說法，使徒約翰在晚年流放到拔摩島，在此寫作了《啟示錄》。
在該撒利亞的優西比烏與耶柔米的著作中記錄了一位約翰長老，被認為是《啟示錄》的作者。雖然他的生平並不清楚，不過亚历山大的狄奥尼修斯曾提出，有位以弗所教會的約翰長老，創作了《啟示錄》。
多数現代學者根據古代文獻，認為使徒約翰與拔摩島的約翰可能是不同的人物。